# Lý Vân Địch
Lý Vân Địch (giản thể: 李云迪; phồn thể: 李雲迪; bính âm: Lǐ Yúndí, sinh ngày 7 tháng 10 năm 1982 tại Trùng Khánh) là nghệ sĩ dương cầm người Trung Quốc. Ở tuổi 18, Lý chính là thí sinh trẻ tuổi nhất từng giành chức quán quân tại Cuộc thi piano quốc tế Frédéric Chopin. Anh cũng là giám khảo trẻ nhất của cuộc thi này ở tuổi 33 vào năm 2015.
Sinh ra trong một gia đình công nhân, tuy nhiên Lý Vân Địch từ nhỏ đã bộc lộ tài năng âm nhạc thiên bẩm. Sau khi được nghe đàn phong cầm trong một lần đi chợ, cậu đã chơi thành thạo nhạc cụ này khi mới 4 tuổi và ngay lập tức giành giải nhất Cuộc thi đàn phong cầm thiếu nhi của thành phố Trùng Khánh. Lý bắt đầu được đào tạo dương cầm khi lên 7 tuổi. Một trong những người thầy đầu tiên của cậu là Đán Chiêu Nghĩa (Dan Zhaoyi), một bậc thầy của dương cầm cổ điển Trung Quốc.
Năm 1994, cậu giành giải nhất cuộc thi dương cầm thiếu nhi tại Bắc Kinh, và 1 năm sau cậu chiến thắng Cuộc thi âm nhạc thiếu nhi Stravinsky. Năm 1996, cậu chiến thắng Trình độ 3 tại cuộc thi âm nhạc Hồng Kông. Sau đó, Lý bắt đầu tham gia thi đấu tại nước ngoài, và giành giải nhất tại Cuộc thi âm nhạc thiếu niên quốc tế Nam Missouri 1998.
Năm 1999, Lý về thứ ba tại Cuộc thi piano quốc tế Franz Liszt tại Utrecht, và giành chức quán quân tại Cuộc thi piano quốc tế Trung Quốc và Cuộc thi piano quốc tế Gina Bachauer. Tháng 10 năm 2000, anh được Bộ văn hóa Trung Quốc cử đi tham gia Cuộc thi piano quốc tế Frédéric Chopin lần thứ 14 ngay tại thủ đô Warsaw quê hương của Frédéric Chopin. Anh trở thành người đầu tiên giành giải nhất của cuộc thi này sau 15 năm kể từ Stanislav Bunin. Sau đó, Lý theo học Arie Vardi và định cư tại thành phố Hannover, Đức. Tháng 5 năm 2010, anh được trao Huân chương Bạc cho những cống hiến của mình từ Bộ văn hóa và di sản quốc gia Ba Lan.

## Danh sách đĩa nhạc

### Album phòng thu
- 14th international Frederick Chopin Piano Competition Vol.1 Vol.2 (2000)
- Yundi Li: Chopin (2002)
- Yundi Li: Liszt (2003)
- Yundi Li: Chopin Scherzi & Impromptus (2004)
- Yundi Li: Vienna Recital (2005)
- Yundi Li: Chopin Liszt Piano Concertos No.1 (2007)
- Yundi Li: Sergei Prokofiev Piano Concertos No.2 & Ravel Piano Concertos In G Major (2008)
- YUNDI: Chopin: Nocturnes (2010)
- YUNDI: Live In Beijing (2010)
- YUNDI: Red Piano (2011)
- YUNDI: Beethoven (2013)
- The art of Yundi (2013)
- YUNDI: Emperor Fantasy (2014)
- YUNDI: Chopin Preludes (2015)
- YUNDI: Chopin Ballades Berceuse Mazurkas (2016)

### DVD
- Yundi Li: Live in Concert (2005)
- The Young Romantic: A Portrait of Yundi (2008)
- YUNDI: Live In Beijing (2010)